# Durance
Durance (Occitansk: Durença eller Durènço) er en 321 km lang flod i det sydøstlige Frankrig, og en biflod til Rhône fra venstre. Den har sit udspring i den sydvestlige del af i Alperne nær Briançon ved byen Montgenévre. Dens øvre løb danner skellet mellem De cottiske Alper mod øst og Dauphiné-Alperne mod vest.
Durance munder ud i Rhône i nærheden af Avignon. De største bifloder er Bléone og Verdon. Durance er den største flod i Provence. Floden er det tredjestørste bidrag til Rhône målt på vandmængde.
Floden løber mod sydvest gennem følgende departementer og byer:
- Hautes-Alpes: 
  - Briançon,[15] Embrun.[16]
- Alpes-de-Haute-Provence:
  - Sisteron,[17] Manosque.[18]
- Vaucluse: 
  - Cavaillon,[19] Avignon.[9]
- Bouches-du-Rhône.

## Galleri
- Durances udspring ved Montgenévre
- Durance-dalen
- Ved Châteauroux-les-Alpes[20]
- Durance ved Sisteron
- Durance ved Avignon (Durance til venstre)
- Durances store bifloder
- Durance flyder ind i Rhône (Durance til højre)[21]

## Opdæmning
Durance opdæmmes blandt andet af:
- Barrage de Serre Ponçon[22]
- Barrage de Curbans[23]
- Canal de Sisteron[24]
- Barrage de Saint Lazare[25]
- Barrage de Salignac[26]
- Barrage de l'Escale[27]
- Barrage de Manosque[28]
- Barrage de Beaumont[29]
- Barrage de Cadarache[30]
- Canal de Jouques[31]
- Barrage de Saint Estève[32]

- Lac de Serre Ponçon
- Barrage de Serre-Ponçon
- Barrage de La Saulce-Curbans
- Barrage de L’Escale
- Barrage de Manosque
- Opdæmning af bifloden Le Verdon (Le barrage de Castillon-Démandolx)[33]

## Bifloder og tilløb
Blandt bifloder, der løber ind i Durance er:
- Le Clairée[34]
- La Guisane[35][36]
- La Gyronde[37]
- Le Fournel[38]
- La Biaysse[39]
- Le Guil[40]
- Le Couleau[41]
- Le Rabioux[42]
- L'Ubaye[43]
- La Blanche[44]
- L'Avance[45]
- La Luye[46]
- Le Rousine[47]
- Le Le Déoule[48]
- Le Beynon[49]
- Le Mouson[50]
- Le Buëch[51]
- Le Jabron[52]
- Le Vanson[53]
- Le Bléone[54]
- Le Lauzon[55]
- Le Rancure[56]
- Le Chaffère[57]
- Le Verdon[58]
- Le Réal[59]
- Le Vançon[60]
- L'Eze[61]
- L'Aigue Brun[62]
- Le Coulon[63]
- L'Anguillon[64]

Bifloder over 10 kilometers længde er medtaget i listen. I rækkefølge fra Durances øverste løb og nedefter. Durance har mere end 130 bifloder og tilløb.
- Bifloden Le Clairée
- Bifloden La Guisane
- Bifloden L'Ubaye
- Bifloden Bléone
- Bifloden Le Verdon
- Bifloden Le Vançon